# Strandbad Bad Schachen
Das 1924 erbaute Strandbad Bad Schachen oder Parkstrandbad im Lindauer Stadtteil Schachen ist als Dependance des Kurhotels Bad Schachen Teil der Bayrische Riviera genannten Kur- und Villenlandschaft am bayerischen Bodenseeufer.

## Baugeschichte
Im Zuge der Erweiterung des 1909 von Hermann Billing und Wilhelm Vittali erbauten Hotels Bad Schachen in den 1920er Jahren wurde auch der Bau eines Strandbads ins Auge gefasst. Durch Gebietserwerb konnte das neue Strandbad westlich des Hotels an Stelle eines früher üblichen hölzernen Badehauses in Pfahlbauweise, das nunmehr nicht mehr dem Zeitgeist entsprach, errichtet werden. Der auch für die Umbauten des Hotels verantwortliche bekannte Theaterarchitekt Max Littmann wurde 1924 von Hotelier Robert Schielin beauftragt, im selben Jahr konnte die Eröffnung gefeiert werden.
In den Jahren 1964 und 1965 erfolgte eine größere Umbaumaßnahme, die den Einbau eines beheizbaren Schwimmbeckens in die von den Flügeln teilumschlossene Liegewiese beinhaltete. Im Zuge dessen wurde die vormals schräg zum Ufer abfallende Liegewiese geebnet und der Niveauunterschied durch eine Stützmauer gefestigt. Zur Entstehungszeit stellte sich das Ufer als eine mit Sand abgedeckte Betonrampe dar, 1991 wurde dieser Zustand mit der Errichtung einer sich am Baustil des Bades orientierenden Mauer mit Treppen verändert.

## Gebäude
Der von klassizistischen Elementen geprägte Baukörper stellt sich als eine sich zum See öffnende Dreiflügelanlage dar. Der portikale Eingangsvorbau findet auf der dem See zugewandten Seite des Hauptflügels ein halbrundes Gegenstück, einen lichten säulenbegrenzten Pavillon. Dieser wird nach dem Passieren eines Vorraums und einer Drehtür betreten. Seitlich schließt sich an den Mittelrisalit ein weiß gestrichener Säulengang an, der jedoch an den Seitenflügeln nicht fortgeführt wird. Letztere werden von offenen rechteckigen Säulenpavillons abgeschlossen. In die nach innen geöffneten Seitenflügel, zum Teil auch in den Hauptflügel, sind eng aneinandergereihte, braun gehaltene, Umkleidekabinen integriert.

## Bedeutung
Das Strandbad Bad Schachen, im Geist der Lebensreformbewegung als Gegenentwurf zu den getrenntgeschlechtlichen Bädern der Kaiserzeit erdacht, hat den Anspruch, Architektur und Natur zum höchsten Badevergnügen zu vereinen. So bildet das Schachener Strandbad den „Höhepunkt der hölzernen Badearchitektur am Bodensee.“